# Lolo Jones
Lori Susan Jones, detta Lolo (Des Moines, 5 agosto 1982), è un'ostacolista e bobbista statunitense.
In carriera ha vinto due titoli mondiali indoor nei 60 metri ostacoli rispettivamente nelle edizioni di Valencia 2008 e Doha 2010 e due titoli iridati nel bob, di cui uno nella specialità a due ad Altenberg 2021 e uno nella gara a squadre a Sankt Moritz 2013.
Favorita per la vittoria dei 100 metri ostacoli ai Giochi olimpici di Pechino 2008, inciampò sul penultimo ostacolo, concludendo la gara in settima posizione. Con il tempo di 7"72 ha detenuto dal 2010 al 2018 il record nord-centroamericano e statunitense dei 60 m ostacoli che equivale anche al quinto miglior risultato nelle graduatorie mondiali di tutti i tempi.

## Biografia

### Gli inizi
Lolo Jones nacque il 5 agosto 1982 a Des Moines nell'Iowa. In gioventù la Jones si iscrisse a otto diverse scuole in soli otto anni, mentre sua madre, Lori, portò avanti due lavori pur di mantenere la famiglia formata da sei persone.
Il padre, trascorse la maggior parte dell'infanzia di Lolo prima nel'Aeronautica militare e poi in carcere.
Infine la famiglia Jones si stabilì nel seminterrato della chiesa di Des Moines.
Quando la sua famiglia decise di trasferirsi a Forest City, nell'Iowa, Lolo decise di separarsi dai famigliari pur di restare nella sua città natale.
Visse così con quattro diverse famiglie e decise di iscriversi alla Theodore Roosevelt High School di Des Moines.
Tra le quattro famiglie che decisero di ospitarla ci fu anche quella di Janis Caldwell, che già aveva visto la Jones gareggiare in varie gare scolastiche.
Dopo il suo ultimo anno a Roosevelt, Caldwell diede a Lolo un affitto libero, e lei, per mantenersi, decise di iniziare a lavorare part-time presso l'Iowa Bakery Cafe, una piccola caffetteria vicino al suo liceo.
A Roosevelt, si mise in luce non solo per l'elevato rendimento scolastico, mantenendo infatti la sua media di voti altissima, ma entrò anche nell'orchestra della scuola suonando il violoncello.
In questi anni si distinse anche in pista siglando prima il record nazionale dell'Iowa dei 100 metri ostacoli con 13"40 e poi con la vittoria del premio Gatorade Midwest Athlete of the Year.

### Carriera sportiva universitaria

#### I primi successi nazionali (2001-2003)
La Jones inizialmente era destinata ad iscriversi all'Iowa State University tuttavia, spinta dalla figlia di Caldwell,  decise di iscriversi alla Louisiana State University.
Dopo la sua iscrizione entrò molto presto nella squadra di atletica leggera e fu seguita dal coach Dennis Shaver.
Nel 2002 divenne finalista ai campionati NCAA outdoor sia nei 100 metri ostacoli che nella staffetta 4x100.
L'anno successivo vinse i 60 metri ostacoli ai campionati NCAA indoor e, nella stagione all'aperto, fece parte ancora una volta della squadra vincente della staffetta 4x100 ai campionati NCAA.

#### La mancata qualificazione olimpica (2004-2005)
Aprì la sua stagione 2004 ai campionati NCAA indoor concludendo al secondo posto sia la gara dei 60 metri ostacoli che dei 60 metri piani.
Nella stagione all'aperto, sempre nella stessa manifestazione, vinse il suo secondo titolo nazionale in quanto facente parte della squadra della 4x100.
Dopo la mancata qualificazione per le Olimpiadi estive di Atene 2004, Lolo iniziò a pensare al suo futuro.
A causa di vari problemi finanziari pensò seriamente al ritiro dalle competizioni per trovare un lavoro, vista anche la sua laurea in economia.
Nonostante vari ripensamenti, alla fine decise di continuare a correre.
In questo periodo, dopo il college, iniziò a lavorare come cameriera in un ristorante e come personal trainer in una palestra.

### Affermazione internazionale

#### Mondiali di Osaka (2006-2007)

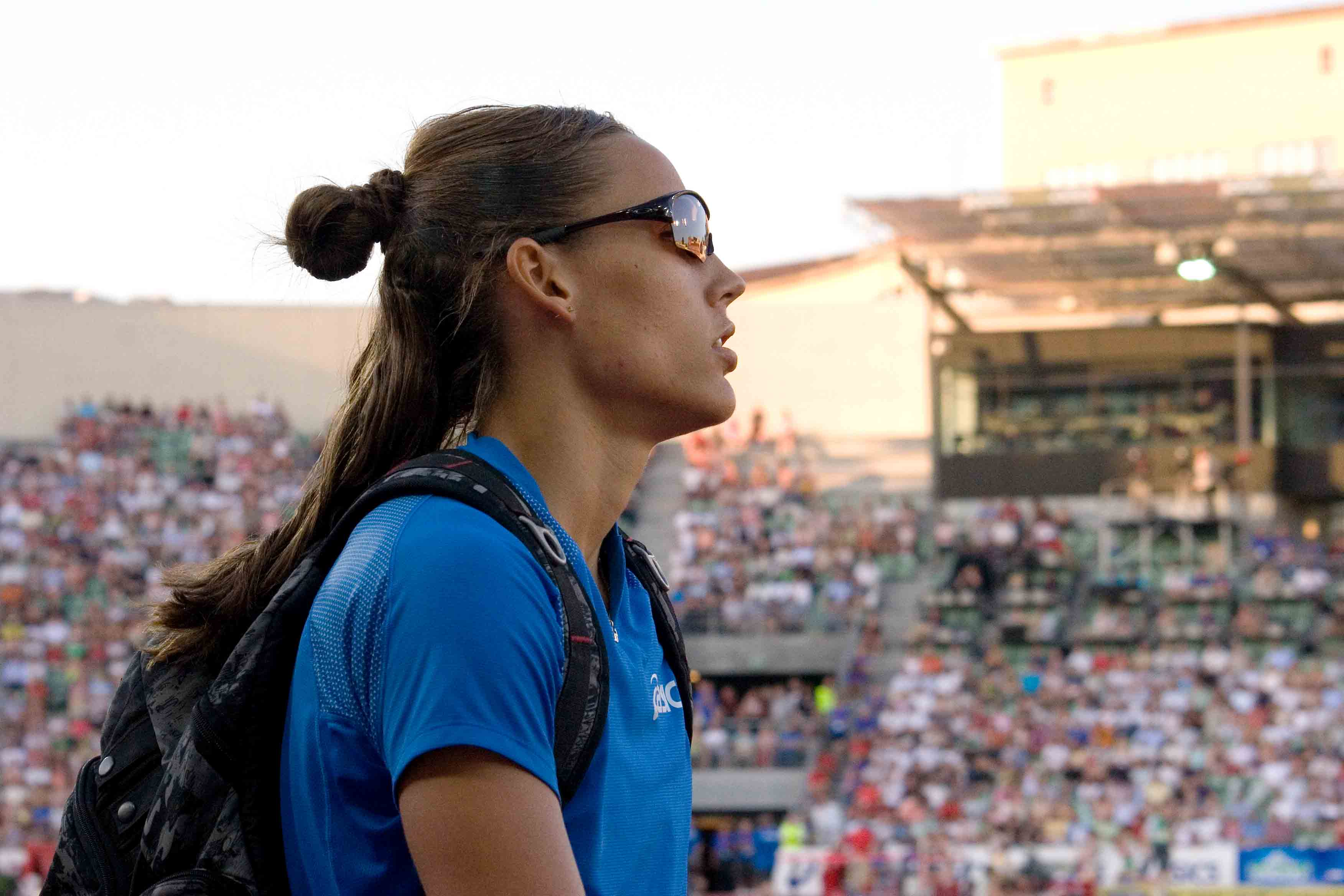
Lolo Jones ai Bislett Games 2008

Nella stagione 2006, siglò, al Meeting di Heusden-Zolder il suo primato personale con il tempo di 12"56 e, grazie ai buoni risultati ottenuti nei successivi Meeting, partecipò per la prima volta alla World Athletics Final.
In questa manifestazione gareggiò sia nei 100 metri piani che nei 100 ostacoli classificandosi rispettivamente quinta e sesta.
L'anno successivo vinse il suo primo titolo nazionale individuale nella gara dei 60 m ostacoli ai campionati USA indoor con il tempo di 7"88.
Ai Campionati nazionali Outdoor Lolo si classificò terza nella gara dei 100 metri ostacoli, guadagnandosi così la qualificazione ai Mondiali in Osaka, in Giappone, dove concluse sesta.

#### Il primo titolo mondiale (2008)
L'atleta statunitense iniziò la sua stagione indoor 2008 con ottimi risultati come quelli ottenuti a Glasgow, Göteborg, Stoccarda, Düsseldorf e Karlsruhe dove la Jones concluse la gara al secondo posto con 7"77 dietro alla svedese Susanna Kallur che in quell'occasione siglò il nuovo record mondiale con 7"68.
Ai campionati nazionali USA indoor, vinse il suo secondo titolo nazionale con il tempo di 7"88.
Poche settimane dopo, ai mondiali indoor di Valencia, vinse nella gara dei 60 ostacoli con il tempo di 7"80 il suo primo titolo mondiale indoor.
Alle Olimpiadi di Pechino 2008, Lolo è stata tra le favorite per la vittoria dei 100 metri ostacoli.
In semifinale raggiunse il tempo di 12"43, suo primato personale ed anche miglior tempo di qualificazione.
Giunta in finale, mentre era nettamente in testa, inciampò sul nono ostacolo (di 10), perdendò così il ritmo e tagliando il traguardo solo in settima posizione.
Sul finire della stagione venne ancora chiamata a partecipare alla IAAF World Athletics Final vincendo i 100 metri ostacoli con il tempo di 12"56.

#### Mondiali di Berlino (2009)
Ha iniziato la stagione indoor 2009 in Europa, vincendo varie gare nei 60 ostacoli raggiungendo il tempo di 7"82 che corrispondeva anche al primato mondiale stagionale.
Tornata negli Stati Uniti vinse il suo terzo titolo nazionale al coperto nei 60 m ostacoli.
A causa di un problema al ginocchio, dovette fermarsi per più di un mese rischiando così di compromettere tutta la stagione.
Tornò comunque in tempo per partecipare ai campionati nazionali ma in semifinale cadde dopo uno scontro con Michelle Perry, perdendo così l'opportunità di competere ai mondiali di Berlino 2009.
Dopo questa cocente delusione decise comunque di continuare a gareggiare in Europa vincendo anche a Rethymno, battendo Priscilla Lopes-Schliep e Damu Cherry con il tempo di 12"47.
Nel mese di agosto si infortunò al bicipite femorale e fu quindi costretta a non poter partecipare a vari Meeting.
Ristabilita parzialmente, il 28 agosto decise di prendere parte al Meeting Weltklasse Zürich, ma il riacutizzarsi del problema la relegò solo all'ottavo posto costringendola anche a concludere prematuramente la stagione.

#### Mondiali indoor di Doha (2010)

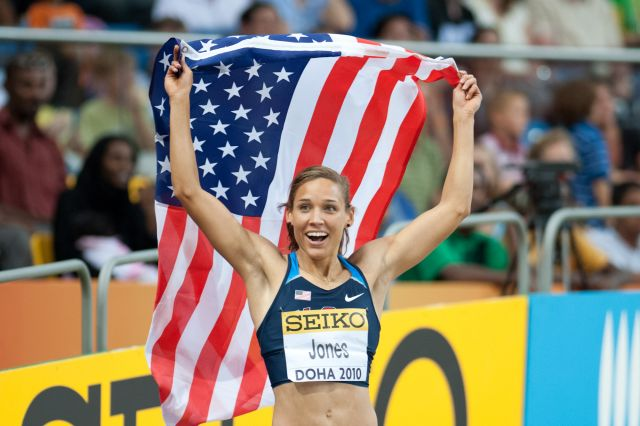
Lolo Jones esulta dopo la vittoria ai Mondiali indoor di

Il 13 marzo 2010, si presentò ai mondiali indoor a Doha tra le favorite per la vittoria del titolo.
Fin dalle qualificazioni ha nettamente dominato la gara. Con i suoi 0"14 secondi di vantaggio, sulla seconda classificata, ha ottenuto il maggior margine di vittoria di sempre in questa manifestazione.
Inoltre, il suo 7"72 non solo è stato il nuovo record dei campionati, ma è anche diventato il nuovo record americano, che dal 2003 era nelle mani di Gail Devers.
Nel corso della stagione all'aperto, dopo aver vinto le tappe della Diamond League di Doha e Oslo, il 12 giugno all'Adidas Grand Prix di New York, ha ottenuto ancora la vittoria con il tempo di 12"55 secondi che corrispondeva anche alla migliore prestazione mondiale dell'anno.
Sul finire della stagione è stata chiamata a rappresentare l'America, insieme a Perdita Felicien, alla Coppa continentale di atletica leggera tenutasi a Spalato in Croazia.
In questa manifestazione si è classificata seconda alle spalle dell'australiana Sally Pearson.

### Le delusioni ed i problemi fisici

#### La mancata partecipazione ai mondiali e lo stop (2011)
Nella stagione al coperto 2011 fa il suo debutto all'Aviva International Match a Glasgow dove conclude quarta con il tempo di 8"27.
La sua migliore prestazione indoor dell'anno sarà il 7"94 ottenuto alla Sparkassen-Cup di Stoccarda dove conquistò anche il terzo posto alle spalle delle sole Carolin Nytra e Christina Vukicevic.
Durante la stagione all'aperto prende parte al Qatar Athletic Super Grand Prix, tappa inaugurale della Diamond League dove siglerà la sua migliore prestazione stagionale nei 100 ostacoli con 12"67 e raggiungerà la terza posizione.
Poco dopo partecipa al Seiko Golden Grand Prix in Kawasaki dove riuscirà a conquistare la vittoria.
Prenderà parte anche all'Adidas Grand Prix di New York e agli FBK Games di Hengelo non trovando però fortuna e concludendo fuori dal podio.
Giunta ai Campionati nazionali non riesce a classificarsi nemmeno per la finale perdendo così la possibilità di partecipare ai mondiali di Taegu.
Le motivazioni delle controprestazioni della stagione 2011 sono da ricondursi a una patologia spinale, la sindrome del midollo ancorato, che accompagnava la Jones probabilmente fin dall'infanzia.
Il disturbo, che riduce le funzioni di deambulazione, ha creato all'atleta difficoltà così grandi da mettere in dubbio la prosecuzione della carriera sportiva agonistica, a meno di affrontare un intervento di microchirurgia spinale.
A solo un anno dall'appuntamento olimpico, l'intervento è stato effettuato l'11 agosto 2011 dal Dott. Robert S. Bray presso il Los Angeles D.I.S.C. Sports and Spine Center.
L'operazione è perfettamente riuscita e Lolo ha potuto gradualmente riprendere gli allenamenti; a circa 3 mesi di distanza i miglioramenti sono sensibili e la Jones può programmare con rinnovata fiducia gli obiettivi per la stagione 2012, a cominciare dagli appuntamenti indoor.
Durante l'intervista che compone parte del film dedicato prodotto dalla ESPN nell'ambito della serie SEC "Storied", la Jones ed il Dott. Bray indicano i primi sintomi evidenti della patologia come possibile causa dell'errore di esecuzione nella finale olimpica di Pechino.

### Il ritorno alle competizioni (2012)
La stagione indoor 2012 si apre con prestazioni di assoluto rilievo che sembrano testimoniare che la Jones è completamente ristabilita.
Dopo la vittoria in occasione del rientro alle gare (U.S. Open of Track & Field - Madison Square Garden, New York) con il tempo di 6"78 sui 50 m con ostacoli (miglior prestazione mondiale dal 2008), Lolo si ripete a Mosca (IAAF Russian Winter Indoor Meeting) sui 60 m con ostacoli, ottenendo con il tempo di 7"89 la miglior prestazione della manifestazione (3 centesimi meno del precedente limite sulla distanza, stabilito dalla russa Eva Sokolova nel 1993).

Dopo il brillante inizio di stagione, la Jones subisce due infortuni ai muscoli posteriori della coscia (con necessità di trattamenti estensivi) che ne limitano la possibilità di gareggiare con maggiore frequenza e di allenarsi in modo ottimale.

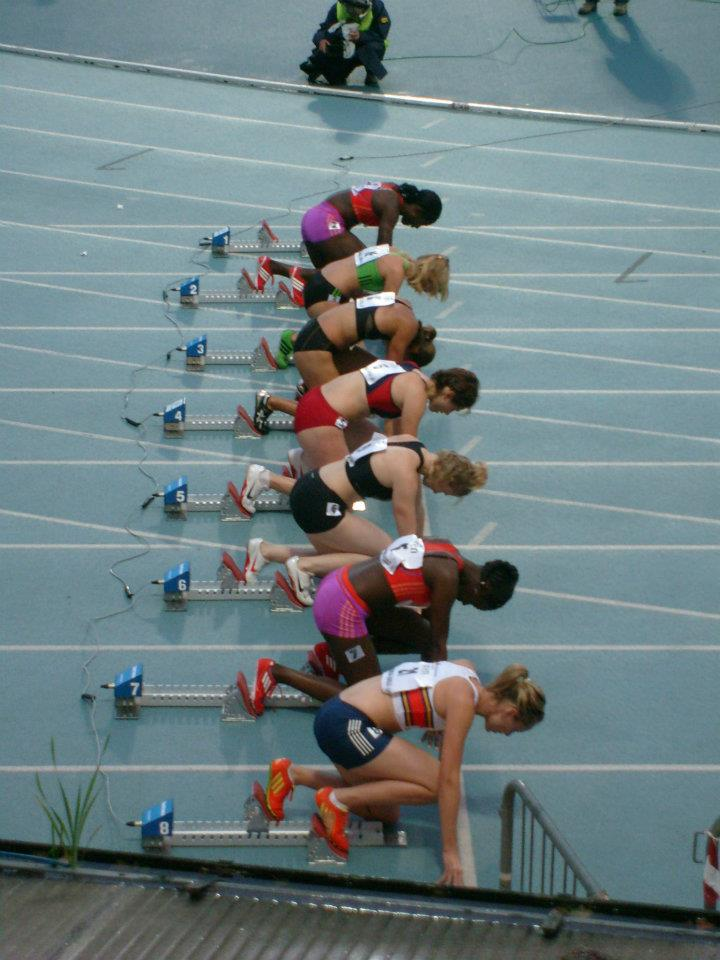
Lolo Jones (quarta corsia, terza atleta dall'alto) ai blocchi di partenza della gara dei 100 m hs del XIII Memorial Primo Nebiolo - XVIII Meeting Internazionale di Atletica Leggera della Città di Torino, 8 giugno 2012, vinta con il tempo di 12"97

I postumi della situazione condizionano anche la stagione all'aperto, caratterizzata da prestazioni non all'altezza (molti tempi fra 12.9 e 13.0 secondi sui 100 m ostacoli). La partecipazione ai meeting europei (in rapida successione Ostrava, Hengelo, Roma, Bellinzona, Oslo e Torino) permette alla Jones di ottenere il suo primato stagionale sulla distanza (12"75 a Oslo), ma anche risultati e prestazioni altalenanti che non le forniscono certezze a circa un mese dai Trials di qualificazione olimpica di Eugene, anche alla luce dell'elevato livello del campo partenti.

#### La qualificazione olimpica
Agli U.S. Track and Field Olympic Trials 2012 di Eugene, Lolo supera il primo turno (22 giugno) con una prestazione poco soddisfacente (13"01, 15º tempo delle 21 qualificate), mentre nel turno successivo (semifinale, 23 giugno) riconferma il proprio primato stagionale (12"75). La finale (23 giugno), pur con un'uscita dai blocchi non ottimale, si rivela nel complesso una gara convincente e una prestazione valida che le permette di raggiungere il terzo posto (12"86, vento -1.6 m/s) - dietro alla campionessa olimpica uscente Dawn Harper (12"73) e alla campionessa statunitense 2011 (outdoor e indoor) Kellie Wells (12"77) - e di ottenere il pass olimpico per Londra 2012, seconda qualificazione consecutiva ai Giochi.
La competizione olimpica dei 100 m con ostacoli (Londra, 6-7 agosto 2012) inizia con un convincente 12"68 (primato stagionale) con cui la Jones vince la propria batteria e si qualifica per il turno successivo.
In semifinale l'avvio di Lolo non è ottimale a causa di un problema di equilibrio nei primissimi appoggi che rischia di farle perdere l'accesso in finale: si qualifica infatti con l'ottavo tempo complessivo (12"71), secondo dei due miglior tempi di ripescaggio.
La finale, di altissimo livello tecnico, non vede la Jones schierarsi al via con i favori del pronostico (che vanno a Pearson, Harper e Wells); la prestazione cronometrica ottenuta da Lolo è molto buona: 12"58 (nuovo primato stagionale), pur rialzandosi nel finale una volta resasi conto di non poter raggiungere un posto fra le prime tre atlete (si classificherà infatti quarta).

### 2012: nuove opportunità nel bob e i due titoli mondiali

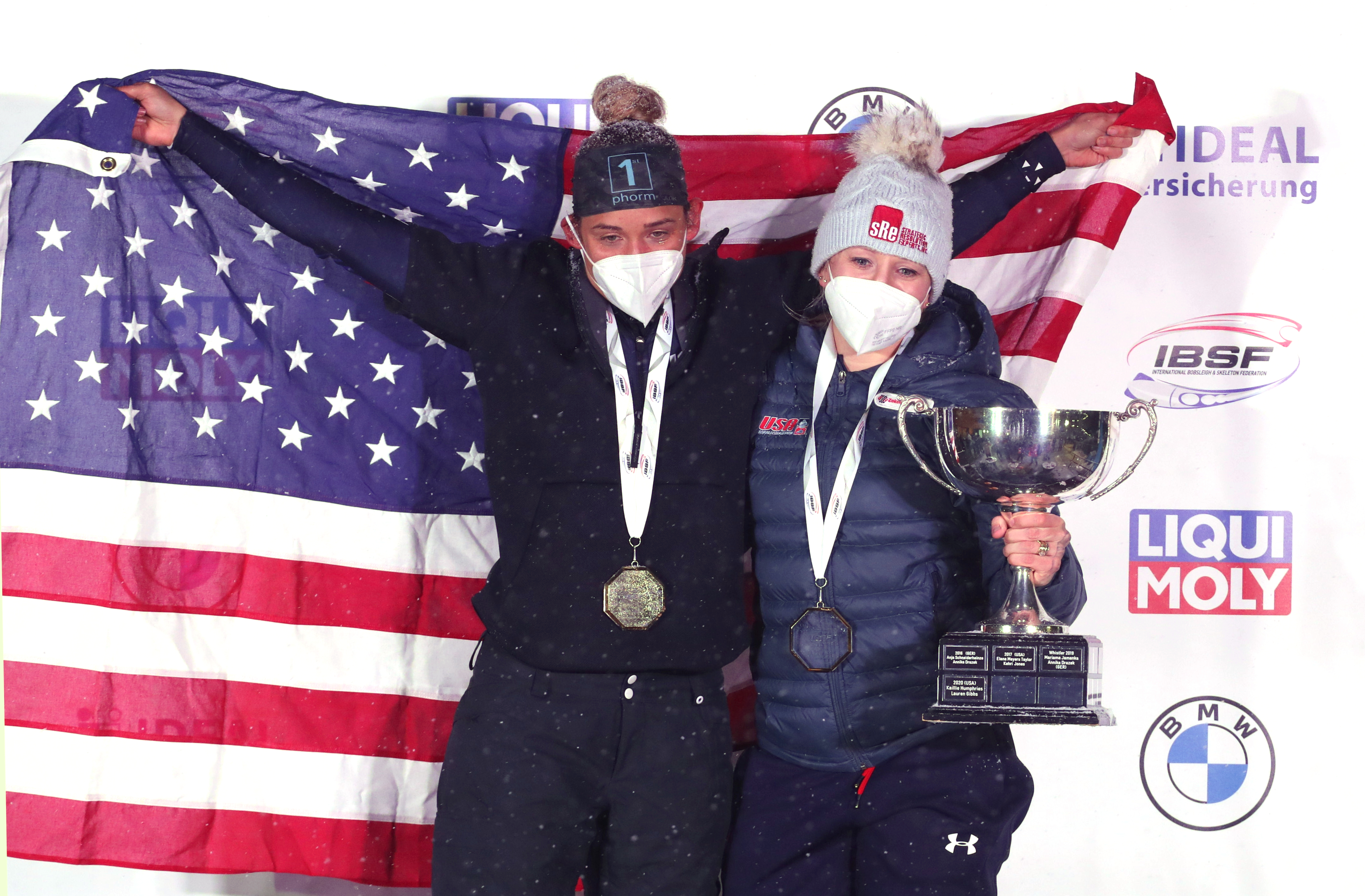
Lolo Jones (a sinistra) con Kaillie Humphries e il trofeo di campionesse del mondo conquistato nel bob a due ad Altenberg 2021

In temporanea alternativa all'attività su pista (pur rimanendo intatta l'intenzione di puntare alla qualificazione a Rio 2016), nel 2012Lolo tentò di creare un'ulteriore chance olimpica cimentandosi nel ruolo di frenatore nella specialità del bob, sfruttando le sue doti di sprinter, fondamentali per accelerare nel miglior modo possibile la slitta durante la fase iniziale di spinta. A seguito delle selezioni tenutesi a Lake Placid, la Jones meritò un posto fra le 24 atlete della squadra nazionale, guadagnandosi così la possibilità di entrare a far parte della formazione statunitense schierata nel circuito di Coppa del Mondo, con la prospettiva di partecipare all'evento olimpico di Sochi 2014

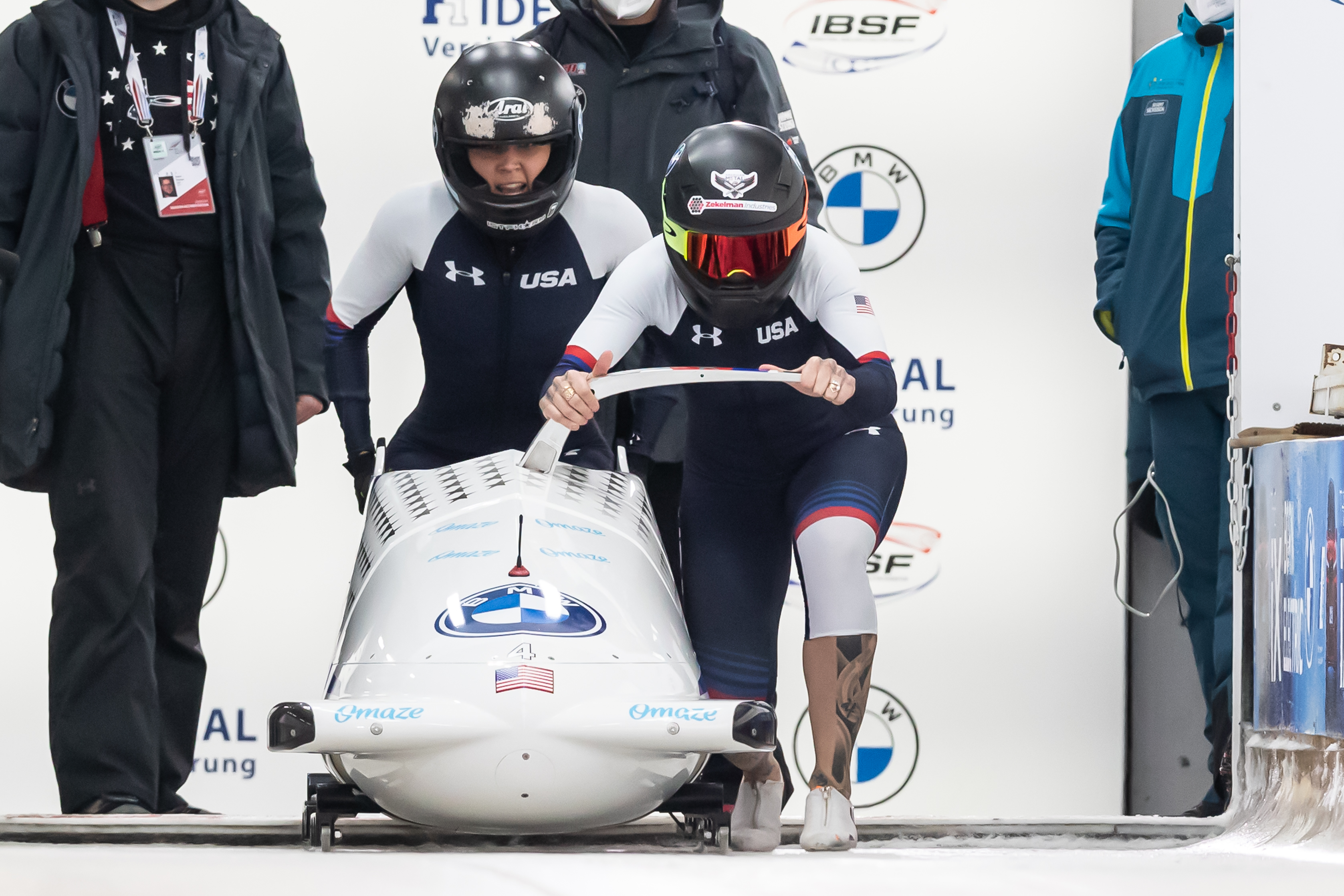
Lolo Jones (dietro) con Kaillie Humphries durante la partenza della seconda manche ai campionati mondiali di Altenberg 2021

Esordì in Coppa del Mondo il 9 dicembre 2012 a Lake Placid, nella tappa inaugurale della stagione 2012/13, occasione in cui colse anche il suo primo podio, terminando la gara a due al secondo posto in coppia con Jazmine Fenlator; centrò la sua prima vittoria il 4 febbraio 2017 a Innsbruck, penultima tappa dell'annata 2016/17, imponendosi nel bob a due con Elana Meyers-Taylor.
Ha partecipato ai Giochi olimpici invernali di Soči 2014, dove si classificò undicesima nel bob a due con Jazmine Fenlator.
Prese inoltre parte a tre edizioni dei campionati mondiali, conquistando un totale di due medaglie, entrambe d'oro. Nel dettaglio i suoi risultati nelle prove iridate sono stati, nel bob a due: medaglia d'oro ad Altenberg 2021 con Kaillie Humphries; nella gara a squadre: medaglia d'oro a Sankt Moritz 2013 e sesta a Schönau am Königssee 2017.

## Attività extrasportive e vita privata
Il vero nome di nascita di Lolo è in realtà Lori, che è anche lo stesso nome di sua madre.
Lolo, ha così deciso di modificare il suo nome per differenziarlo da quello di sua madre.
Nel 2005 si è laureata alla Louisiana State University, e risiede attualmente a Baton Rouge in Louisiana.
Attualmente è sponsorizzata da Asics e Oakley.

### Beneficenza
Durante una visita a Des Moines, ha fatto visita alla sua vecchia scuola, la Roosevelt High School, per dare un paio di scarpe da corsa Asics per ogni membro della squadra di atletica della scuola.
Ha inoltre consegnato un assegno di 3.000 dollari per la riparazione della pista della scuola.
Nel luglio del 2008, tornando a Des Moines per una cerimonia prima delle Olimpiadi di Pechino 2008, la Jones donò il suo premio di 4.000 dollari, guadagnati dalla vittoria del 100 metri ostacoli ai trial olimpici, a una madre single nell'Iowa, zona che era stata colpita in quel periodo da un'alluvione.
Asics e Oakley si unirono alla donazione della Jones con 4.000 dollari a testa, portando la donazione ad un totale di 12.000 dollari.

## Progressione

### 60 metri ostacoli indoor
| Stagione | Tempo | Luogo        | Data      | Rank. Mond. |
| -------- | ----- | ------------ | --------- | ----------- |
| 2019/20  | 8"14  | Fayetteville | 14-2-2020 |             |
| 2017/18  | 8"37  | New York     | 3-2-2018  |             |
| 2015/16  | 7"95  | Albuquerque  | 6-2-2016  |             |
| 2011/12  | 7"89  | Mosca        | 5-2-2012  | 1ª          |
| 2010/11  | 7"94  | Stoccarda    | 5-2-2011  | 7ª          |
| 2009/10  | 7"72  | Doha         | 13-3-2010 | 1ª          |
| 2008/09  | 7"82  | Karlsruhe    | 15-2-2009 | 1ª          |
| 2007/08  | 7"77  | Karlsruhe    | 10-2-2008 | 2ª          |
| 2006/07  | 7"87  | Karlsruhe    | 11-2-2007 | 3ª          |
| 2005/06  | 7"89  | Düsseldorf   | 17-2-2006 | 11ª         |
| 2004/05  | 7"95  | Chemnitz     | 25-2-2005 | 7ª          |
| 2003/04  | 8"00  | Fayetteville | 12-3-2004 | 21ª         |
| 2002/03  | 8"00  | Fayetteville | 14-3-2003 | 14ª         |
| 2001/02  | 8"05  | Fayetteville | 8-3-2002  | 24ª         |
| 2000/01  | 8"25  | Lexington    | 25-2-2001 | 54ª         |

### 100 metri ostacoli
| Stagione | Tempo | Luogo          | Data      | Rank. Mond. |
| -------- | ----- | -------------- | --------- | ----------- |
| 2022     | 13"71 | Miami          | 28-5-2022 |             |
| 2020     | 13"45 | Clinton        | 7-3-2020  |             |
| 2015     | 12"65 | Bellinzona     | 21-7-2015 |             |
| 2014     | 12"55 | Sacramento     | 28-6-2014 |             |
| 2013     | 12"50 | Des Moines     | 21-6-2013 |             |
| 2012     | 12"58 | Londra         | 7-8-2012  |             |
| 2011     | 12"67 | Doha           | 6-5-2011  | 7ª          |
| 2010     | 12"55 | New York       | 12-6-2010 | 1ª          |
| 2009     | 12"47 | Retimo         | 20-7-2009 | 2ª          |
| 2008     | 12"43 | Pechino        | 18-8-2008 | 1ª          |
| 2007     | 12"57 | Retimo         | 18-7-2007 | 6ª          |
| 2006     | 12"56 | Heusden-Zolder | 22-7-2006 | 6ª          |
| 2005     | 12"76 | Carson         | 26-6-2005 | 18ª         |
| 2004     | 12"77 | Austin         | 11-6-2004 | 26ª         |
| 2003     | 12"90 | Austin         | 5-4-2003  | 29ª         |
| 2002     | 12"84 | Baton Rouge    | 31-5-2002 | 16ª         |
| 2001     | 13"31 | Austin         | 7-4-2001  | 95ª         |
| 2000     | 14"19 | Amherst        | 29-7-2000 |             |

## Palmarès

### Atletica leggera
| Anno | Manifestazione   | Sede     | Evento   | Risultato | Prestazione | Note                        |
| ---- | ---------------- | -------- | -------- | --------- | ----------- | --------------------------- |
| 2007 | Mondiali         | Osaka    | 100 m hs | 6ª        | 12"62       |                             |
| 2008 | Mondiali indoor  | Valencia | 60 m hs  | Oro       | 7"80        |                             |
| 2008 | Giochi olimpici  | Pechino  | 100 m hs | 7ª        | 12"72       |                             |
| 2010 | Mondiali indoor  | Doha     | 60 m hs  | Oro       | 7"72        | Record nord-centroamericano |
| 2012 | Giochi olimpici  | Londra   | 100 m hs | 4ª        | 12"58       |                             |
| 2015 | Campionati NACAC | San José | 100 m hs | Oro       | 12"63       |                             |

#### Campionati nazionali
- 2 volte campionessa nazionale dei 100 m ostacoli (2008, 2010)
- 3 volte campionessa nazionale indoor dei 60 m ostacoli (2007, 2008, 2009)
- 2 volte campionessa NCAA della staffetta 4×100 m (2003, 2004)
- 1 volta campionessa NCAA indoor dei 60 m ostacoli (2003)

#### Altre competizioni internazionali
2004
- Oro al Memorial Primo Nebiolo ( Torino), 100 m hs - 12"83
- 4ª al IAAF Grand Prix Zagreb ( Zagabria), 100 m hs - 12"87

2005
- Oro al Memorial Primo Nebiolo ( Torino), 100 m hs - 12"83
- 4ª al IAAF Grand Prix Zagreb ( Zagabria), 100 m hs - 12"87
- 10ª al DN Galan ( Stoccolma), 100 m hs - 12"90

2006

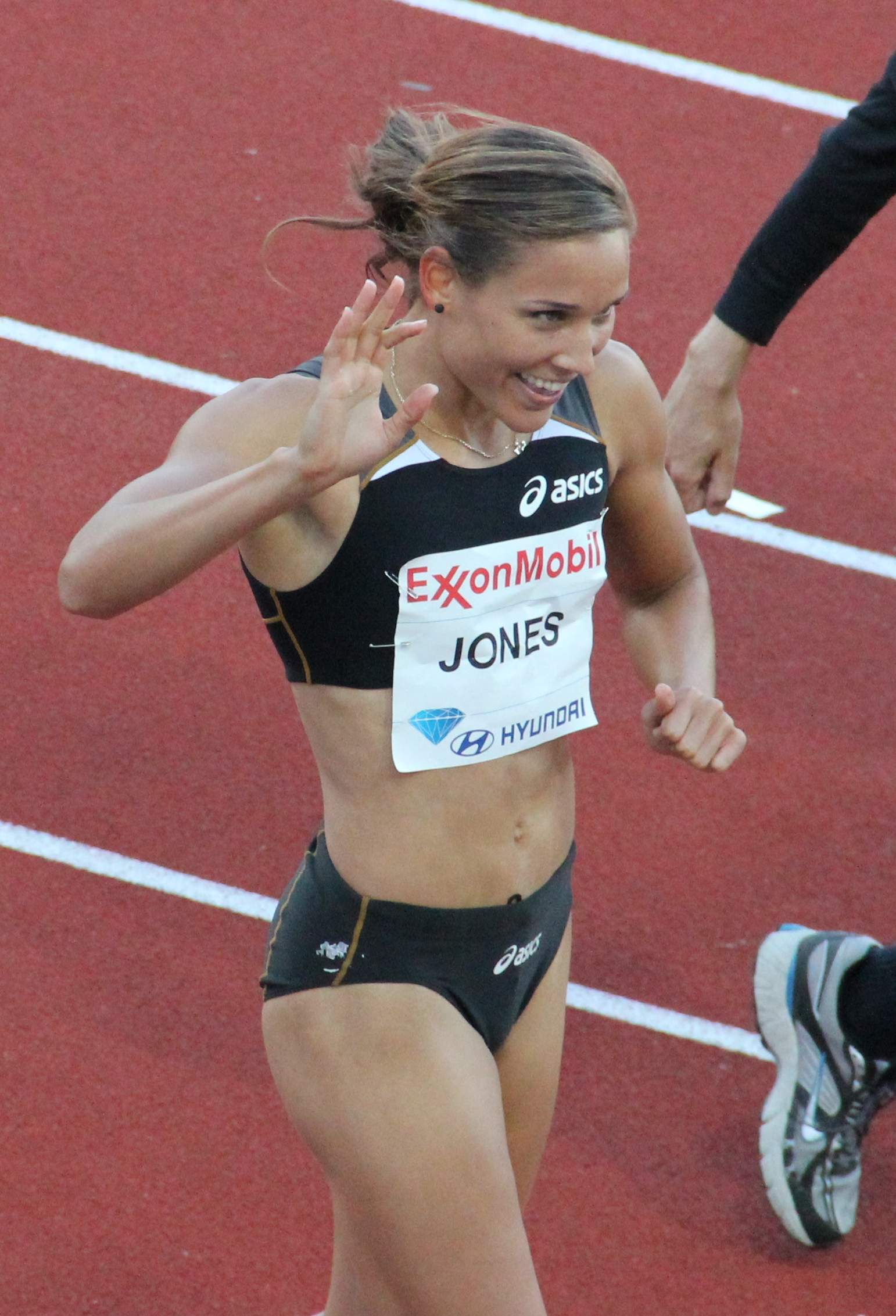
Lolo Jones ai Bislett Games di Oslo del 2010

- Argento al Meeting di Düsseldorf ( Düsseldorf), 60 m hs - 7"89
- Argento ai Bislett Games ( Oslo), 100 m hs - 12"82
- 8ª al Meeting Gaz de France ( Saint-Denis), 100 m hs - 12"87
- 4ª al Golden Gala ( Roma), 100 m hs - 12"70
- 8ª al Weltklasse Zürich ( Zurigo), 100 m piani - 11"52
- Bronzo al Memorial Van Damme ( Bruxelles), 100 m hs - 12"71
- 5ª alla World Athletics Final ( Stoccarda), 100 m piani - 11"24
- 6ª alla World Athletics Final ( Stoccarda), 100 m hs - 12"76

2007
- Oro al Meeting di Karlsruhe ( Karlsruhe), 60 m hs - 7"87
- Bronzo al Meeting Gaz de France ( Saint-Denis), 100 m hs - 12"71
- 4ª al Golden Gala ( Roma), 100 m hs - 12"84
- Argento all'Herculis ( Monaco), 100 m hs - 12"78
- 5ª al Weltklasse Zürich ( Zurigo), 100 m hs - 12"81
- 5ª al Memorial Van Damme ( Bruxelles), 100 m hs - 12"70
- 7ª all'ISTAF ( Berlino), 100 m hs - 12"78

2008
- Argento al Meeting di Karlsruhe ( Karlsruhe), 60 m hs - 7"77
- Bronzo all'ISTAF ( Berlino), 100 m hs - 12"57
- Argento ai Bislett Games ( Oslo), 100 m hs - 12"66
- Oro al Weltklasse Zürich ( Zurigo), 100 m hs - 12"56
- Argento al Memorial Van Damme ( Bruxelles), 100 m hs - 12"67
- Oro alla World Athletics Final ( Stoccarda), 100 m hs - 12"56

2009
- Oro al Meeting di Karlsruhe ( Karlsruhe), 60 m hs - 7"82
- Oro al Birmingham Indoor Grand Prix ( Birmingham), 60 m hs - 7"82
- 9ª ai Bislett Games ( Oslo), 100 m hs - 12"98
- 5ª al Meeting Areva ( Saint-Denis), 100 m hs - 12"91
- Bronzo all'Herculis ( Monaco), 100 m hs - 12"61
- 8ª al Weltklasse Zürich ( Zurigo), 100 m hs - 13"06

2010
- Oro al Meeting di Düsseldorf ( Düsseldorf), 60 m hs - 7"85
- Oro al Qatar Athletic Super Grand Prix ( Doha), 100 m hs - 12"63
- Argento al Colorful Daegu Pre-Championships Meeting ( Taegu), 100 m hs - 12"78
- 4ª al Golden Spike Ostrava ( Ostrava), 100 m hs - 12"85
- Oro ai Bislett Games ( Oslo), 100 m hs - 12"66
- Oro all'Adidas Grand Prix ( New York), 100 m hs - 12"55
- Oro al British Grand Prix ( Gateshead), 100 m hs - 12"79
- Oro all'Herculis ( Monaco), 100 m hs - 12"63
- Bronzo al DN Galan ( Stoccolma), 100 m hs - 12"70
- Bronzo al London Grand Prix ( Londra), 100 m hs - 12"66
- Bronzo al Weltklasse Zürich ( Zurigo), 100 m hs - 12"81
- 6ª all'ISTAF ( Berlino), 100 m hs - 12"90
- 5ª al Memorial Van Damme ( Bruxelles), 100 m hs - 12"78
- Oro al Hanžeković Memorial ( Zagabria), 100 m hs - 12"87
- Argento in Coppa continentale ( Spalato), 100 m hs - 12"66

2011
- Bronzo alla Sparkassen-Cup ( Stoccarda), 60 m hs - 7"94
- Bronzo al Qatar Athletic Super Grand Prix ( Doha), 100 m hs - 12"67
- Oro al Seiko Golden Grand Prix ( Kawasaki), 100 m hs - 12"92
- Bronzo al Colorful Daegu Pre-Championships Meeting ( Taegu), 100 m hs - 12"95
- 4ª agli FBK Games ( Hengelo), 100 m hs - 12"71
- 4ª all'Adidas Grand Prix ( New York), 100 m hs - 13"22

2013
- Argento al Golden Gala Pietro Mennea ( Roma), 100 m hs - 12"70
- Argento al Memorial Primo Nebiolo ( Torino), 100 m hs - 12"74

### Bob

#### Mondiali
- 2 medaglie:
  - 2 ori (gara a squadre a Sankt Moritz 2013; bob a due ad Altenberg 2021).

#### Coppa del Mondo
- 9 podi (6 nel bob a due, 1 nelle gare a squadre):
  - 3 vittorie (nel bob a due);
  - 5 secondi posti (nel bob a due);
  - 2 terzi posti (1 nel bob a due, 1 nelle gare a squadre).

#### Coppa del Mondo - vittorie
| Data            | Luogo        | Paese    | Disciplina                             |
| --------------- | ------------ | -------- | -------------------------------------- |
| 4 febbraio 2017 | Igls         | Austria  | a due con Elana Meyers-Taylor (pilota) |
| 13 gennaio 2018 | Sankt Moritz | Svizzera | a due con Elana Meyers-Taylor (pilota) |
| 31 gennaio 2021 | Innsbruck    | Austria  | a due con Kaillie Humphries (pilota)   |

#### Coppa Nordamericana
- 2 podi (nel bob a due):
  - 1 vittoria;
  - 1 secondo posto.